# ماهاکانوش گریگوریان
ماهاکانوش ستراکی گریگوریان (ارمنی: Սահականուշ Սեդրակի Գրիգորյան؛ زادهٔ ۶ اوت ۱۹۴۴) یک زبان‌شناس و دانشمند اهل ارمنستان است.

## زندگی‌نامه
در ۶ اوت ۱۹۴۴ در لنیناکان از والدینی به نام‌های ستراک گریگوریان و هریپسیمه تاتئویان به دنیا آمد و از دانشگاه دولتی زبان‌ها و علوم اجتماعی بروسوف ایروان (۱۹۶۹) و انستیتو دولتی تربیتی مسکو (۱۹۶۹) فارغ‌التحصیل شد. وی خواهر ساسون گریگوریان می‌باشد.

## یادداشت
1. ↑  Սեդրակ Գրիգորյան
2. ↑  Հռիփսիմե Տաթևյան